# World Policy Conference
La World Policy Conference (WPC) o la Conferenza sulla politica mondiale è una conferenza annuale, fondata nel 2008 da Thierry de Montbrial.

## Storia
Creata nel 2008 dall’Istituto Francese delle Relazioni Internazionali (Ifri), su iniziativa del fondatore e presidente Thierry de Montbrial, la World Policy Conference (WPC) è il primo tentativo di riflessione sistematica con lo scopo di organizzare una governance globale adatta alle realtà del ventunesimo secolo, riunendo decisori, esperti e dirigenti ai livelli più alti.
La World Policy Conference (WPC) è un’organizzazione indipendente il cui obiettivo è quello di contribuire a migliorare la governance in tutti i suoi aspetti, per promuovere un mondo più aperto,  prospero, giusto e rispettoso della diversità degli stati e delle nazioni.
La riunione annuale della WPC si articola intorno a diversi dibattiti che riuniscono leader politici ed economici, diplomatici, rappresentanti della società civile, esperti e giornalisti da tutto il mondo. Si tratta di riflettere, discutere e proporre soluzioni costruttive alle grandi sfide regionali e globali, in un clima di fiducia e di tolleranza.
La prima edizione si è svolta a Evian, dal 6 all'8 ottobre 2008.

## Principi fondamentali
La World Policy Conference (WPC) è stata creata secondo tre principi fondamentali:

### La natura della globalizzazione
La World Policy Conference (WPC) s’inserisce in un contesto di globalizzazione sempre più importante, in cui l’interdipendenza dei paesi sul piano politico, economico o ambientale è più forte che mai. Nel 2008, anno della sua creazione, la World Policy Conference aveva affrontato la crisi dei subprime scoppiata negli Stati Uniti, che da allora non ha risparmiato alcun paese europeo.

### I rapporti tra gli Stati sono al centro delle relazioni internazionali
Nonostante i fenomeni di globalizzazione, il mondo continua ad articolarsi intorno agli Stati, unità politiche caratterizzate da un territorio, una popolazione e un governo, organizzate intorno a una cultura, a valori comuni e istituzioni proprie, e delimitate da confini ancora ben marcati.

### La costruzione del nuovo sistema globale – o meglio della sua governance – non riguarda soltanto gli Stati
Per assicurare una buona governance globale, gli Stati devono riformarsi e cooperare, ma non devono essere gli unici a muoversi in questa direzione. Anche le ONG e i think-tank, tra cui l’Ifri, hanno il compito di partecipare al processo. Bisogna passare attraverso organi decisionali in cui ogni membro ha voce in capitolo e un impatto sui processi di scelta. Infine, anche le istituzioni internazionali (ONU), regionali (Unione africana, Lega degli Stati Arabi) o specializzate (FMI, Banca mondiale, Agenzia internazionale dell’energia, OMS) devono adattarsi alla nuova configurazione globale e trovare delle soluzioni adeguate.

## Ospiti
La World Policy Conference (WPC) riunisce ogni anno personalità del mondo politico, economico e sociale : capi di Stato o di governo, ministri, senatori, deputati, ambasciatori, dirigenti aziendali, esperti, giornalisti, o membri delle ONG. Tra gli ospiti delle primi otto edizioni, possiamo citare:
- Masood Ahmed (Direttore del Dipartimento per il Medio Oriente e l’Asia centrale presso il Fondo monetario internazionale)
- Martti Ahtisaari (ex Presidente della Repubblica finlandese)
- Khalid Bin Mohammed Al Attiyah (allora Ministro degli Affari Esteri dello Stato del Qatar)
- Cheikh Mohammed bin Abdulrahman bin Jassim Al-Thani (Ministro degli Affari Esteri dello Stato del Qatar)
- S.A.R. Principe Turki Al Faisal Al Saud (Presidente del Centre du Roi Fayçal per la ricerca e gli studi islamici)
- Yukiya Amano (Direttore Generale dell'Agenzia Internazionale per l'Energia Atomica)
- Youssef Amrani (Gabinetto reale del Marocco)
- Yutaka Aso (Presidente di Aso Group)
- Robert Badinter (ex Ministro della Giustizia, Guardasigilli, Francia)
- Bertrand Badré (allora Direttore Generale e Direttore Finanziario del Gruppo della Banca mondiale)
- Ban Ki-moon (Segretario Generale delle Nazioni Unite)
- Ehud Barak (ex Primo Ministro di Israele)
- Marek Belka (Presidente della Banca Centrale della Polonia)
- Charles-Edouard Bouée (Direttore Generale, Roland Berger Strategy Consultants)
- Christian Bréchot (Presidente dell'Istituto Pasteur)
- Didier Burkhalter (Consigliere Federale, Capo del Dipartimento Federale degli Affari Esteri (DFAE), Svizzera)
- Korn Chatikavanij (ex Ministro delle Finanze della Thailandia)
- José Angel Cordova Villalobos (allora Ministro della Salute del Messico)
- Nelson Cunningham (Presidente, McLarty Associates)
- Kemal Dervis (Vicepresidente della Brookings Institution, responsabile economia mondiale e ex Ministro dell'Economia turco )
- Bozidar Djelic (ex Vice Presidente serbo e socio accomandatario e responsabile del Centro e dell'Est Europa presso la Banca per gli investimenti Lazard)
- Heinz Fischer (Presidente austriaco)
- Fu Ying (allora Viceministro degli Affari Esteri della Repubblica Popolare Cinese)
- Robert Gates (ex Segretario della Difesa degli Stati Uniti)
- Elisabeth Guigou (Presidente della Commissione per gli Affari Esteri del Parlamento Europeo)
- Abdullah Gül (allora Presidente della Repubblica Turca)
- Angel Gurría (Segretario Generale dell’OCSE)
- Richard Haass (Presidente del Council on Foreign Relations (CFR))
- Han Seung-soo (ex Primo Ministro della Corea del Sud)
- Maria van der Hoeven (allora Amministratrice Delegata dell’Agenzia Internazionale dell'Energia)
- Jaap de Hoop Scheffer (allora Segretario Generale della NATO)
- Mo Ibrahim (fondatore e Presidente della Fondazione Mo Ibrahim)
- Toomas Hendrik Ilves (Presidente della Repubblica dell'Estonia)
- Mugur Isarescu (Governatore della Banca Nazionale rumena)
- Vuk Jeremic (Presidente del CIRSD, Center for International Relations and Sustainable Development)
- Mari Kiviniemi (Segretaria Generale aggiunta dell’OCSE)
- Haïm Korsia (Rabbino capo francese)
- Haruhiko Kuroda (Governatore della Banca Centrale giapponese)
- Bruno Lafont (Co-presidente di LafargeHolcim)
- Pascal Lamy (ex Direttore Generale dell'Organizzazione Mondiale del Commercio)
- John Lipsky (Senior Fellow del Foreign Policy Institute, presso la Paul H. Nitze School of Advanced International Studies (SAIS) dell'Università Johns Hopkins, ex primo Vicepresidente esecutivo del Fondo Monetario Internazionale)
- Pauline Marois (allora Primo Ministro del Québec)
- Dmitri Medvedev (allora Presidente della Federazione Russa)
- S.A.S. le Prince Albert II (Principe regnante di Monaco)
- Mario Monti (ex Presidente del Consiglio dei Ministri della Repubblica Italiana)
- Miguel Angel Moratinos (ex Ministro spagnolo degli Affari Esteri)
- Igor V. Morgulov (Viceministro degli Affari Esteri della Federazione Russa)
- Amr Moussa (allora Segretario Generale della Lega araba)
- Joseph Nye (professore alla John F. Kennedy School of Government presso la Harvard University)
- Raila Amolo Odinga (allora Primo Ministro del Kenya)
- Arkebe Oqubay (Ministro e Consigliere del Primo Ministro dell'Etiopia)
- Patrick Pouyanné (Amministratore Delegato e Presidente del comitato esecutivo Total)
- Alassane Ouattara (Presidente della Repubblica della Costa d'Avorio)
- Park Geun-hye (Presidente della Corea del Sud)
- Didier Reynders (Vice Primo Ministro e Ministro degli Affari Esteri del Belgio)
- Mary Robinson (ex Presidente della Repubblica Irlandese)
- Jin Roy Ryu (Direttore Generale del gruppo Poongsan)
- Nicolas Sarkozy (allora Presidente della Repubblica francese)
- Boris Tadić (allora Presidente della Repubblica di Serbia)
- Nobuo Tanaka (ex Amministratore delegato dell’Agenzia internazionale dell'energia)
- Mostafa Terrab (Direttore Generale, Ufficio Sceriffo dei fosfati)
- Jean-Claude Trichet (ex Presidente della Banca Centrale Europea)
- Hubert Védrine (ex Ministro degli Affari Esteri francese)
- Wang Jisi (Presidente dell’Istituto di Studi Strategici Internazionali, Università di Pechino)
- Lionel Zinsou (ex Primo Ministro della Repubblica del Benin)

## Luogo di influenza, riflessione e dibattito
Le tre tipologie di riunione - sessioni plenarie, workshop e pranzi/cene con dibattito – si svolgono secondo l’idea di un’interazione costruttiva tra il pubblico e il privato al massimo livello. Durante le sessioni plenarie, ogni ospite ha il diritto di intervenire, qualunque sia il potere del suo paese di provenienza.

## Luogo di incontro informale
Ogni partecipante è scelto individualmente secondo criteri geografici, funzionali e mediatici. Per fare in modo che questi incontri siano proficui, il numero dei partecipanti a ogni edizione è limitato. Con questi presupposti, in un contesto accogliente e piacevole, gli ospiti si sentono liberi di esprimersi e di creare un luogo di incontro di alto livello, ma allo stesso tempo, informale.

## Seguito della conferenza
I lavori della conferenza sono messi a verbali e diffusi su larga scala, al fine di alimentare il dibattito pubblico.
- Supporto cartaceo

Dopo ogni edizione della World Policy Conference viene pubblicato un rapporto che raccoglie gli estratti più salienti degli interventi. Il rapporto presenta anche in dettaglio ogni ospite e i partner. I momenti chiave di ogni edizione sono illustrati dalle immagini. Ogni anno, migliaia di copie bilingui del rapporto (in francese e in inglese) vengono diffuse in tutto il mondo. Il rapporto può anche essere scaricato in formato PDF dal sito della World Policy Conference.
- Supporto online

Il sito internet della WPC dà accesso non solo agli archivi delle edizioni precedenti, ma anche alle ultime informazioni sulle conferenze in programma.
1. WPC TV : la WPC TV dà accesso alle interviste e alle dichiarazioni degli ospiti della conferenza.
2. Atti della conferenza : ogni conferenza è seguita dalla pubblicazione digitale degli atti. La versione integrale degli interventi è pubblicata sia in formato video che sotto forma di testo.

- Social network e condivisione delle informazioni

La WPC è presente su Twitter, Facebook, Flickr, Pearltrees e Pinterest. Inoltre, la versione integrale del contenuto intellettuale degli eventi è accessibile a tutti su Youtube.

## Edizioni della World Policy Conference
La World Policy Conference (WPC) si svolge generalmente verso la fine dell'anno.
La seguente tabella riassume le edizioni che si sono svolte fino ad oggi.
| Edizione     | Luogo               | Date                               |
| 1ª edizione  | Evian, Francia      | Dal 6 all'8 ottobre 2008           |
| 2ª edizione  | Marrakech, Marocco  | Dal 30 ottobre al 1º novembre 2009 |
| 3ª edizione  | Marrakech, Marocco  | Dal 15 al 18 ottobre 2010          |
| 4ª edizione  | Vienna, Austria     | Dal 9 al 11 dicembre 2011          |
| 5ª edizione  | Cannes, Francia     | Dal 7 al 10 dicembre 2012          |
| 6ª edizione  | Monaco              | Dal 13 al 15 dicembre 2013         |
| 7ª edizione  | Seul, Corea del Sud | Dall'8 al 10 dicembre 2014         |
| 8ª edizione  | Montreux, Svizzera  | Dal 20 al 22 novembre 2015         |
| 9ª edizione  | Doha, Qatar         | Dal 20 al 22 novembre 2016         |
| 10ª edizione | Marrakech, Marocco  | Dal 3 al 5 novembre 2017           |